# 國朝耆獻類徵
《國朝耆獻類徵》又名《國朝耆獻類徵初编》，是清朝的人物傳記，共七百二十卷，附《國朝賢媛類徵初编》十二卷。清人李桓辑。

## 歷史沿革
李桓以江西布政使致仕，家居二十餘年，同治六年開始致力於收集清代人物史料，多源自國史館，歷時十五年完成初稿，自天命元年（1616年）到道光三十年（1850年）的一萬多個人物传记。

## 內容主旨
內容分〈宰辅〉、〈卿贰〉、〈词臣〉、〈谏臣〉、〈郎署〉、〈疆臣〉、〈监司〉、〈守令〉、〈僚佐〉、〈将帅〉、〈材武〉、〈忠义〉、〈孝友〉、〈儒行〉、〈经学〉、〈文艺〉、〈卓行〉、〈隐逸〉、〈方伎〉等十九类。光绪十七年（1892年）又增《國朝賢媛類徵初编》十二卷，分〈孝〉、〈敬〉、〈慈〉、〈節〉、〈列〉、〈義〉六類。